# 信濃鉄道1形電気機関車
信濃鉄道1形電気機関車（しなのてつどう1がたでんききかんしゃ）は、信濃鉄道（現在のJR東日本大糸線松本 - 信濃大町間）が1926年（大正15年）から1927年（昭和2年）にかけて新製した直流用電気機関車である。
保有事業者である信濃鉄道の国有化に伴って本形式も国鉄（当時の鉄道省）籍へ編入され、ED22形と改番された。

## 概要

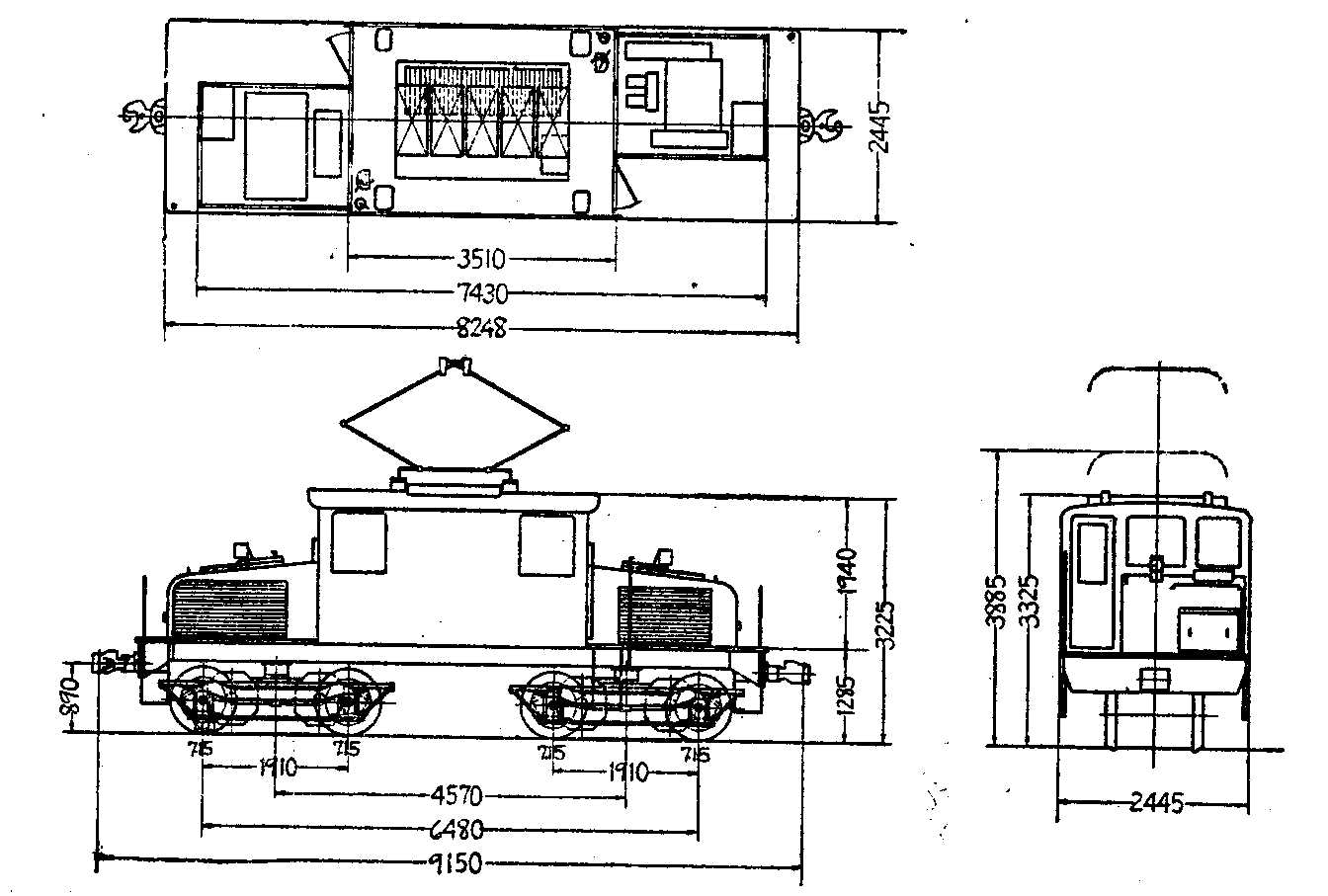
形式図

1926年（大正15年）と翌1927年（昭和2年）にアメリカから輸入した小型機で、ボールドウィン・ロコモティブ・ワークス（機械部分）およびウェスティングハウス・エレクトリック社（電気部分）で1形1 - 3の3両が新製された。1・2が1926年（大正15年）製、3が1927年（昭和2年）製である。2に1925年、3(ED301)に1926年の製造銘板が付けられている。
短い車体の前後に主要機器を納めた機械室（ボンネット）を有する凸型機である。前後妻面の向かって左側に乗務員扉を備え、その関係でボンネットは向かって右側にオフセットして設置しており、正面から見て左右非対称の形態をしている。パンタグラフは、車体中央部に1基が設置される。なお、1は側面中央部に2つの小窓があるが、これは近江鉄道在籍時に増設されたものである。
ウェスティングハウス・エレクトリック社は、同時期に多数の凸型機を日本国内各地の私鉄事業者へ納入しており、秩父鉄道デキ1形や武蔵野鉄道（現・西武鉄道）デキカ10形（後の弘南鉄道「ED33 3」。当機「1形1」も後に弘南鉄道に譲渡され「ED22 1」となる）など同系機も多いが、デキカ10形は乗務員扉を前後妻面の運転台の右側に設けボンネットが左寄りであり、当機とは左右逆の形態である。また、日本国内でもウェスティングハウス・エレクトリック社製電気機関車の設計を模倣した準同系機が、三菱造船所や日本車輌製造などで多数製造されている。

## 導入後の変遷
1937年（昭和12年）に信濃鉄道は買収・国有化され、本形式も国有鉄道への継承対象となった。国有鉄道籍への編入に際しては、直ちに省形式が付与され、ED22形ED22 1 - ED22 3と改称・改番された。国有化後も引き続き北松本機関区に配置され、大糸南線で使用されたが、1943年（昭和18年）に豊橋機関区に転属し、飯田線で使用された。
本形式は製造された3両全機が現存する。

### ED22 1
1948年（昭和23年）にED22 1が廃車され、西武鉄道に譲渡されて1形（初代）1となったが、同年10月に近江鉄道に貸与された。1950年（昭和25年）に正式に譲渡され、ED1に改番された。これが同社初の電気機関車となった。1955年（昭和30年）にはED22 1と再び国鉄在籍当時の原形式・原番号へ改番された。近江鉄道ではぶどう色に塗られ、彦根-貴生川間の貨物列車などで用いられたが、その後の電気機関車の増備によって持て余すことになり、1960年（昭和35年）には一畑電気鉄道に譲渡（番号の変更なし）された。その後1974年（昭和49年）に同社の貨物営業廃止にともなって、弘南鉄道に譲渡（番号の変更なし）された。大鰐線で除雪用に使用されており、2016年（平成28年）現在も車籍を保持する。

### ED22 2
残るED22 2は1956年（昭和31年）に廃車となり、三岐鉄道へ譲渡（前年6月から同社に貸出）された。1956年9月に竣工し、そのままの番号で電車故障時の救援用や富田駅構内の入換用に使用されていたが、1984年（昭和59年）にED301に置き換えられた。8月26日にさよなら運転を実施したのち、9月28日に除籍、大安町へ寄贈された。その後は三重県いなべ市大安町の中央児童センターで静態保存され、2016年6月からは西藤原駅構内で保存されている。

### ED22 3
ED22 3は、ED22 2と同じく1956年（昭和31年）に廃車となり、ED22 3は一時期岳南鉄道に貸出された後、西武鉄道に譲渡、A1形A1となった。さらに1960年8月に松本電気鉄道（現・アルピコ交通）に譲渡され、ED30形ED301と改番された。そのため1,500V→600V（岳南貸出時）→1,500V→750Vと使用電圧の昇降圧を繰り返す特異な車歴を持つこととなった。同社では構内入換、工事、除雪用として使用され、1986年（昭和61年）には同社上高地線の架線電圧1,500V昇圧に伴う通算4度目の電圧変更工事も受けるが、2005年（平成17年）9月に除籍され、新村駅での静態保存へ移行した。

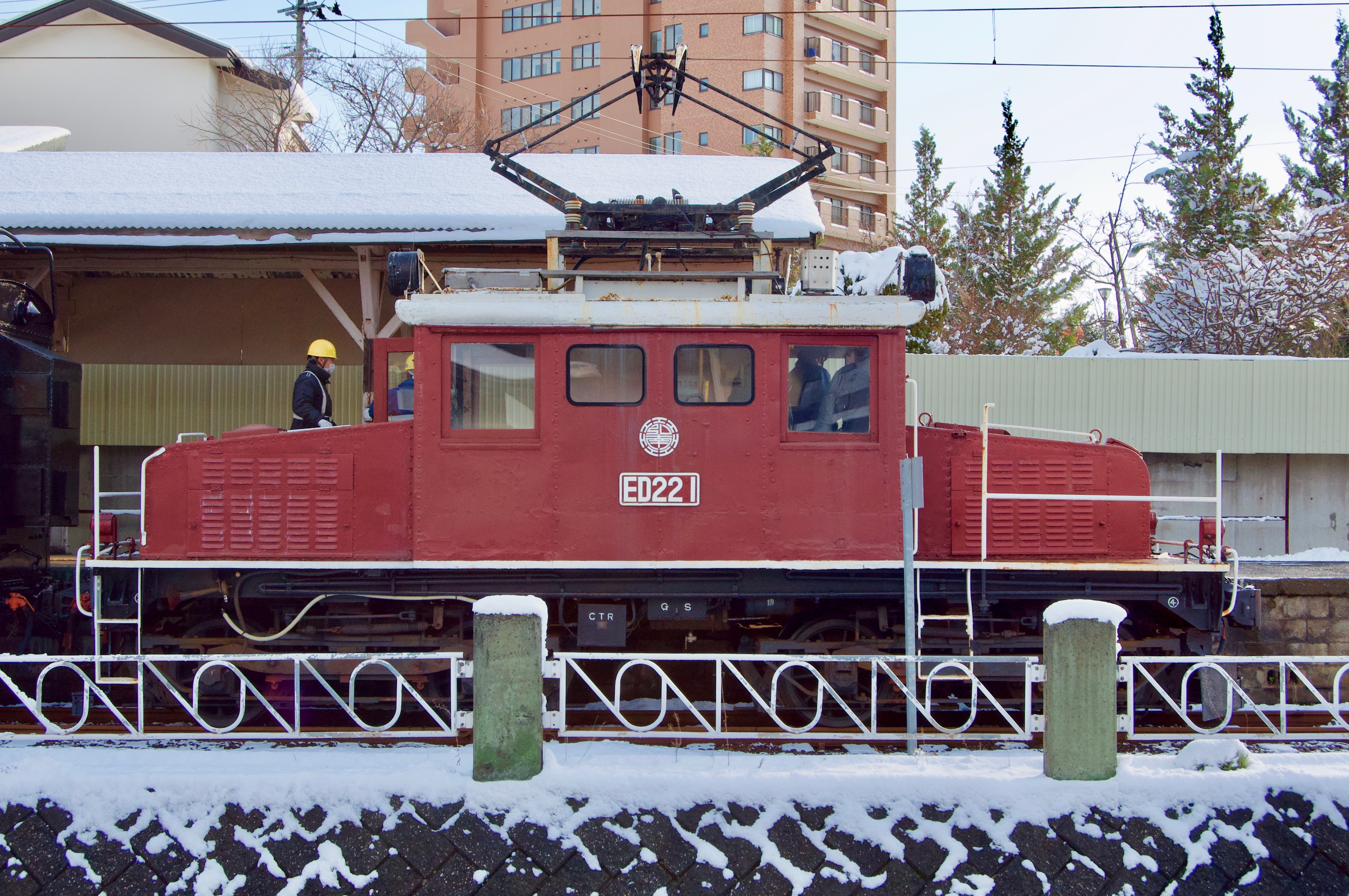
弘南鉄道 ED22 1
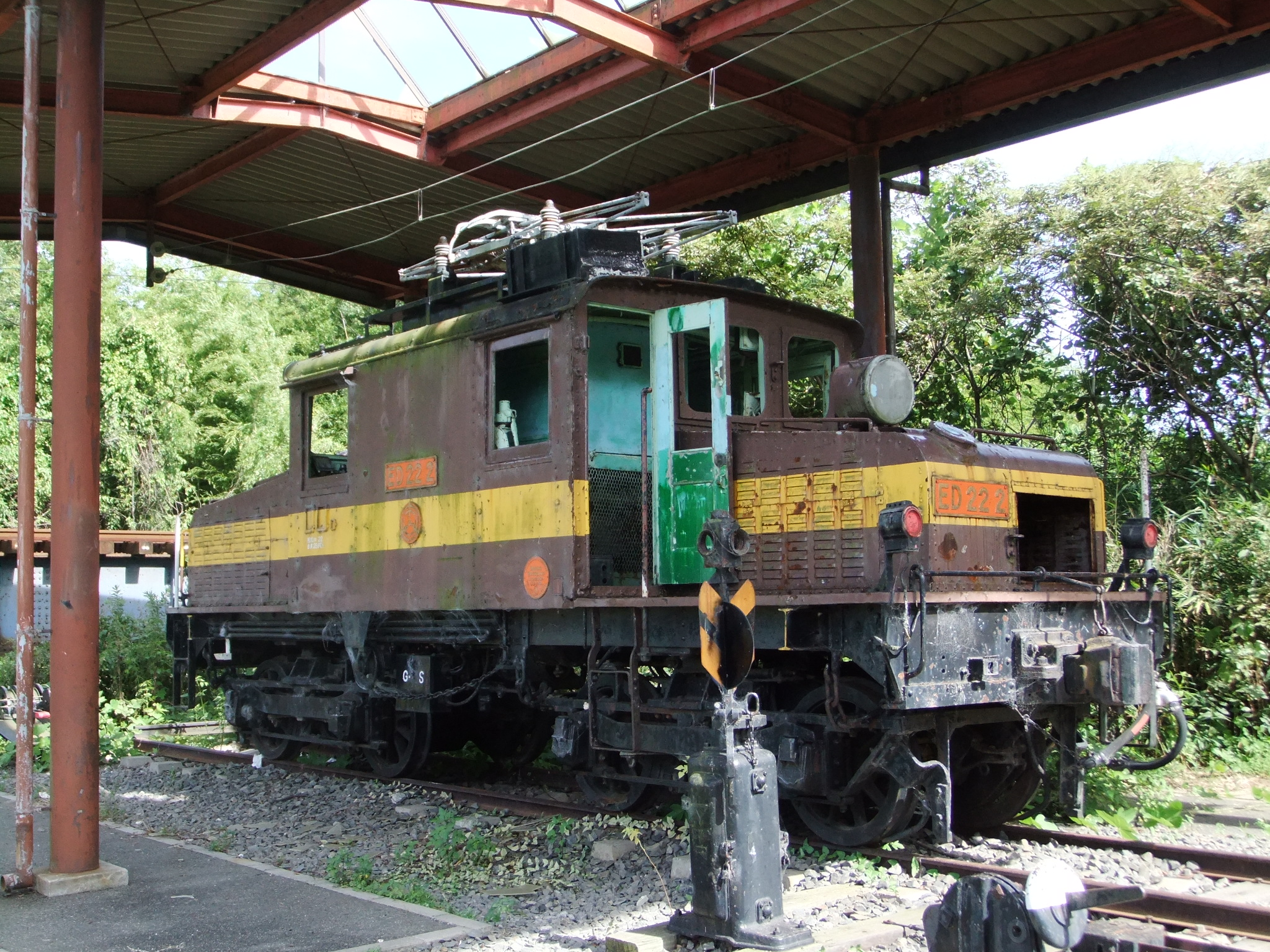
三岐鉄道 ED22 2
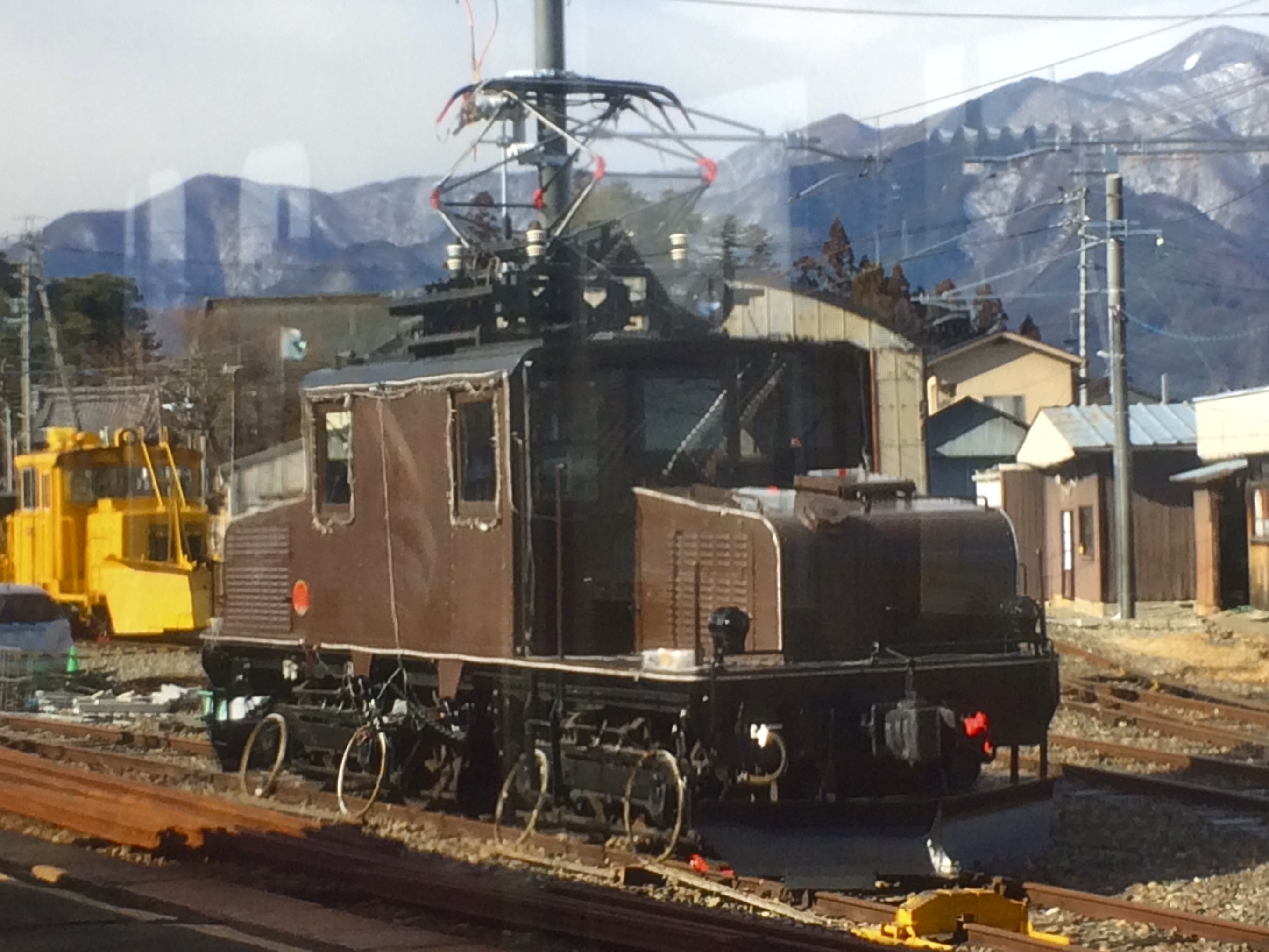
松本電気鉄道 ED301